# Nimrod (Bibbia)

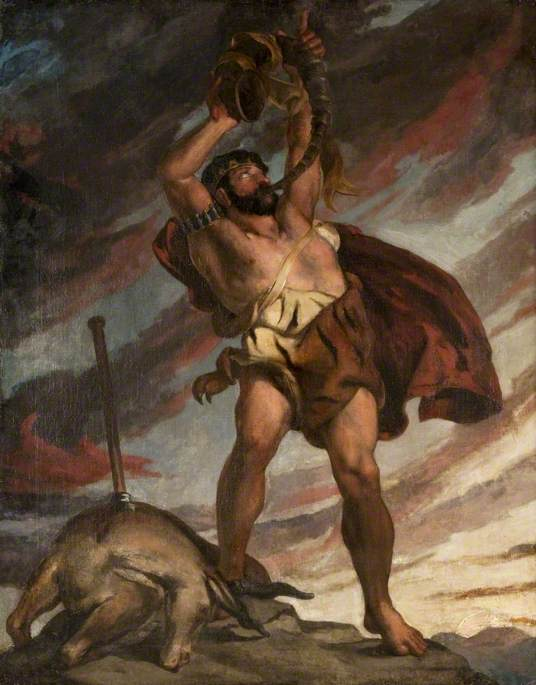
Nimrod, olio su tela di David Scott (1832)

Nimrod (ebraico נִמְרוֹד), o Nimbrotto (arcaico), personaggio biblico, fu secondo la Genesi 10,8-12 re dello Shinar (Mesopotamia) - per quanto storicamente non risulti tra i re mesopotamici - e figlio di Kus (Cush) o Etiopia, figlio di Cam, figlio di Noè. Era inoltre grande cacciatore e fu il primo fra gli uomini a costituire un potente regno. Il nucleo iniziale del regno fu Babele, insieme ad alcune altre città, ma poi si spostò ad Assur dove fondò Ninive. In seguito si sposò con la propria madre Semiramide, che dopo la sua morte dichiarò che lui era diventato il dio sole Baal. Secondo alcuni ebrei Nimrod venne ucciso da Esaù, figlio di Isacco e fratello di Giacobbe.

## Significato del nome

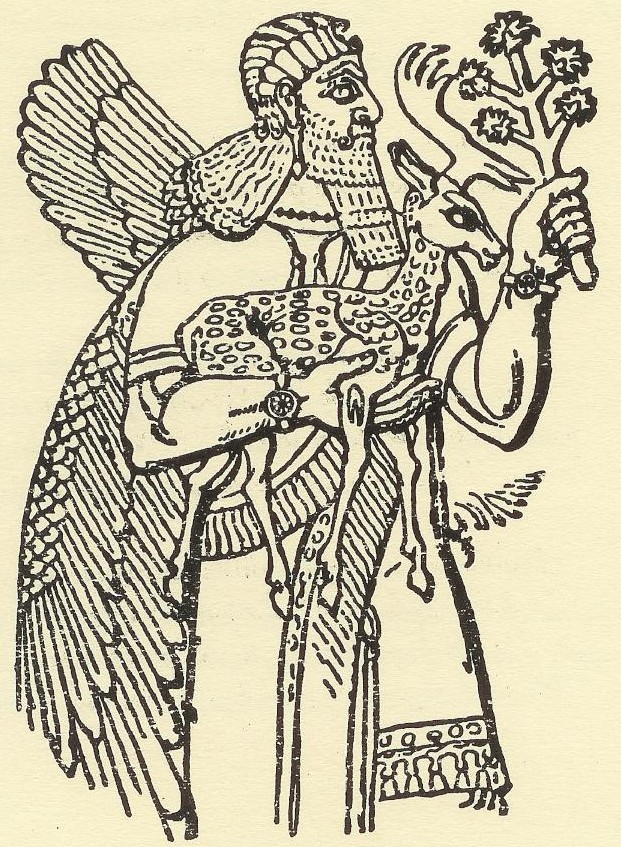
Illustrazione di Nimrod sacrificante un cervo

Gli scritti rabbinici fanno derivare il nome Nimrod dal verbo ebraico maràdh, il cui significato va ricercato in ribellarsi. Nel Talmud babilonese (Erubin 53a) si legge: "Perché, allora, fu chiamato Nimrod? Perché istigò il mondo intero a ribellarsi (himrid) alla Sua sovranità [di Dio]".

## Nimrod e la torre di Babele

La torre di Babele vista da Pieter Bruegel (1563)

La Genesi non fa altri riferimenti a Nimrod, ma forse il fatto che il suo regno fosse inizialmente attorno a Babele e probabili notizie riferite da fonti andate perdute hanno contribuito ad attestare la tradizione che gli attribuisce l'idea di costruire la torre di Babele.
D'altronde secondo il racconto biblico di Genesi capitolo 10, il regno di Nimrod includeva le città di Babele, Erec, Akkad e Calne, città del Paese del Sinar. La tradizione ebraica giunge alla conclusione che probabilmente fu sotto la direttiva di Nimrod che ebbe inizio Babele e la sua torre. Lo scrittore ebraico Giuseppe Flavio infatti scrive: «[Nimrod] trasformò gradatamente il governo in una tirannia, non vedendo altro modo per sviare gli uomini dal timor di Dio, se non quello di tenerli costantemente in suo potere. Disse inoltre che intendeva vendicarsi con Dio, se mai avesse avuto in mente di sommergere di nuovo il mondo; perciò avrebbe costruito una torre così alta che le acque non l'avrebbero potuta raggiungere, e avrebbe vendicato la distruzione dei loro antenati. La folla fu assai pronta a seguire la decisione di [Nimrod], considerando un atto di codardia il sottomettersi a Dio; e si accinsero a costruire la torre...ed essa sorse con una velocità inaspettata.»
Secondo Genesi 11,1-4, gli uomini, contravvenendo al disegno divino che voleva che popolassero l'intera Terra, decisero di fermarsi tutti in un luogo: "Venite, costruiamoci una città e una torre, la cui cima tocchi il cielo e facciamoci un nome, per non disperderci su tutta la terra". Per aver voluto restare uniti in un solo luogo, piuttosto che per il tentativo di "toccare il cielo", vennero puniti con la confusione delle lingue che, secondo Genesi 11,9, è anche all'origine del nome Babele.

## Nimrod cacciatore in opposizione a Dio

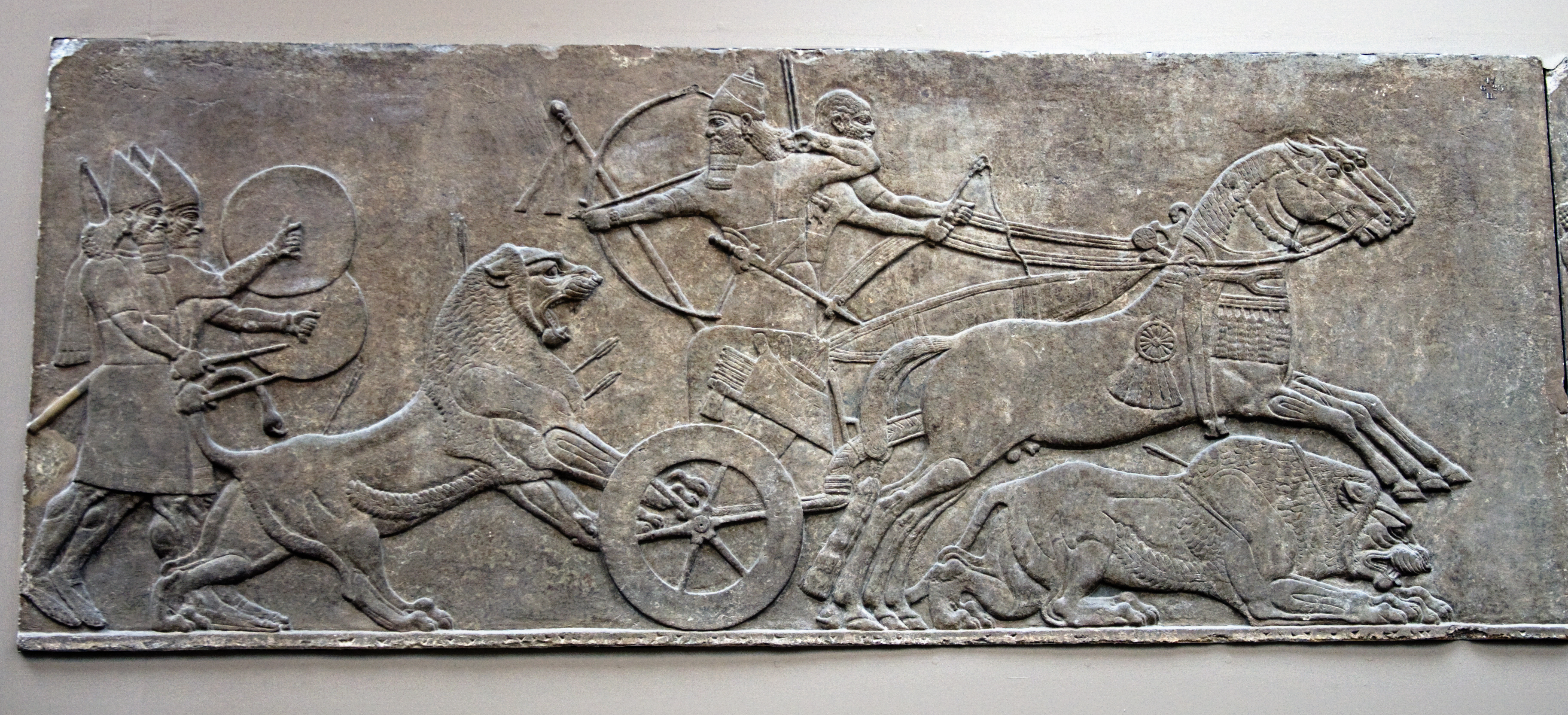
British Museum. Pannello in pietra dal Palazzo nord-ovest di Ashurnasirpal II (Sala B, Pannello 19) dedicato a Nimrod e raffigurante lo sport dei sovrani assiri

Secondo il racconto biblico e secondo alcuni studiosi, Nimrod non può essere considerato un semplice cacciatore di animali.
Dopo la costruzione della Torre di Babele, Nimrod secondo il racconto di Genesi 10: 11,12 e Michea 5:6, estese i suoi domini all'Assiria dove costruì Ninive, e Rebor - Ir e Cala e Resen fra Ninive e Cala: questa è la gran città. Poiché il nome dell'Assiria deriva evidentemente da quello di Assur figlio di Sem, Nimrod nipote di Cam, deve aver invaso il territorio semita. Sembra che Nimrod sia divenuto un eroe o un potente, così come lo definisce Genesi 10:8, non solo come cacciatore di animali, ma anche come violento guerriero. La Cyclopædia of Biblical, Theological, and Ecclesiastical Literature di M'Clintock e Strong a tal proposito osserva: «Che la potente caccia non si limitasse agli animali è evidente dalla stretta connessione con l'edificazione di otto città... Ciò che Nimrod fece come cacciatore fu il preludio di ciò che fece poi come conquistatore. Fin dall'antichità caccia ed eroismo erano particolarmente e naturalmente associati... Anche i monumenti assiri raffiguravano molte scene di caccia, e la parola è spesso impiegata in riferimento a campagne militari... Pertanto caccia e battaglia, che nello stesso paese in epoche successive furono così intimamente legate, potrebbero essere qui associate o coincidere. Il senso allora sarebbe che Nimrod fu il primo a fondare un regno dopo il diluvio, per unificare la frammentaria autorità patriarcale e consolidarla sotto di sé come unico capo e signore; e tutto questo in opposizione a Jahvè, trattandosi di una violenta ingerenza del potere camitico in territorio semita».

## Nimrod nellaDivina Commedia

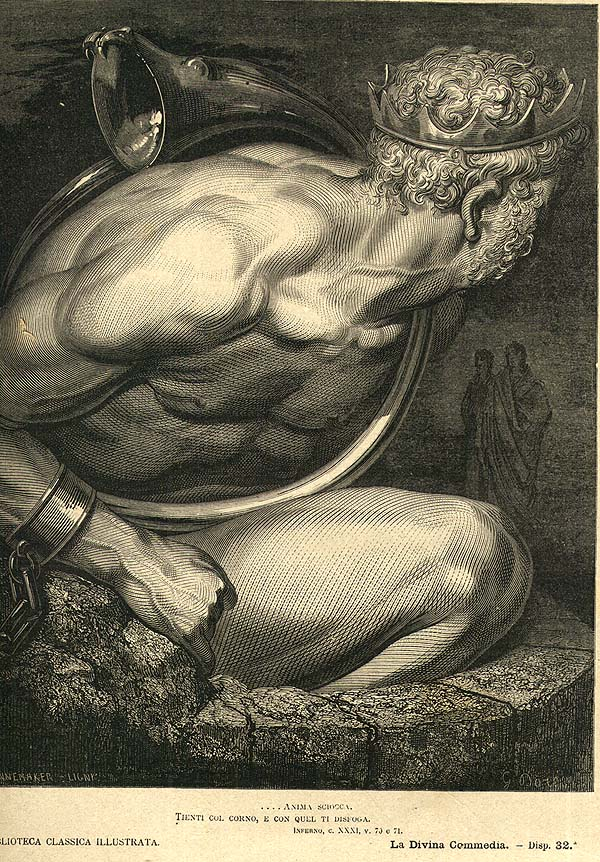
Nimrod immaginato da Gustave Doré

L'associazione fra Nimrod e la torre di Babele, pur non affermata in Genesi, era ampiamente consolidata al tempo di Dante. Egli, infatti, nella Divina Commedia e nel De vulgari eloquentia incolpa esplicitamente Nimrod (che egli chiama Nembrot) di aver causato la confusione delle lingue. Per esemplare contrappasso, Nembrot è punito con l'impossibilità di comunicare, parlando un linguaggio comprensibile solo a lui, e non potendo comprenderne altri. Il poeta, inoltre, fa di Nembrot un gigante (celebre il paragone fra la sua testa e la Pigna di San Pietro in Vaticano), secondo la versione biblica dei Settanta.
Nel canto XXXI dell'Inferno, Virgilio risponde alle incomprensibili parole di Nembrot («Raphèl maí amècche zabí almi») con parole altrettanto incomprensibili per Nembrot, chiamandolo «anima confusa». Poi dice a Dante:

## Riferimenti culturali
- Kuando el Rey Nimrod, canto tradizionale ebraico medievale
- Nimrod, componimento musicale di Edward Elgar facente parte degli Enigma Variations (1898-1899)
- Nimrod's Son, canzone dei Pixies, contenuta nell'EP Come on Pilgrim (1987)
- Nimrod,  nei fumetti degli X-Men robot sentinella anti mutante proveniente dal futuro. Ideata da Chris Claremont e pubblicata per la prima volta in The Uncanny X-Men 191 (1985)
- Nimrod, album dei Green Day (1997)
- La luce di Orione, romanzo di Valerio Evangelisti (2007)
- Nemrod, fumetto (2007-2009)
- Nimrod, protagonista del videogioco Agony (2018)
- Nimrod, personaggio del fumetto Sandman, in particolare del secondo volume Casa di bambola